# Línea de exploración (video)

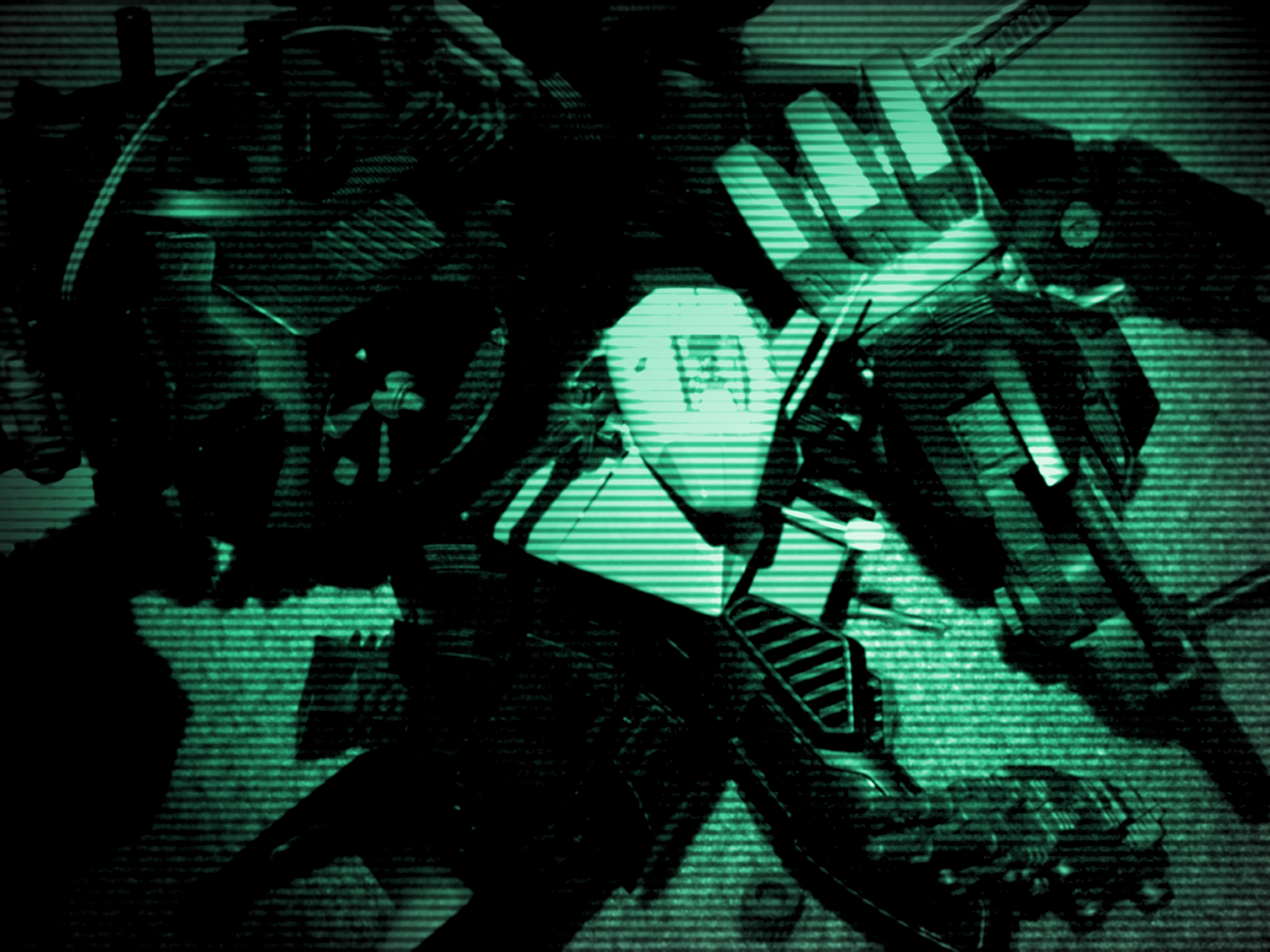
Ejemplo del efecto de la línea de exploración, aplicado a una imagen

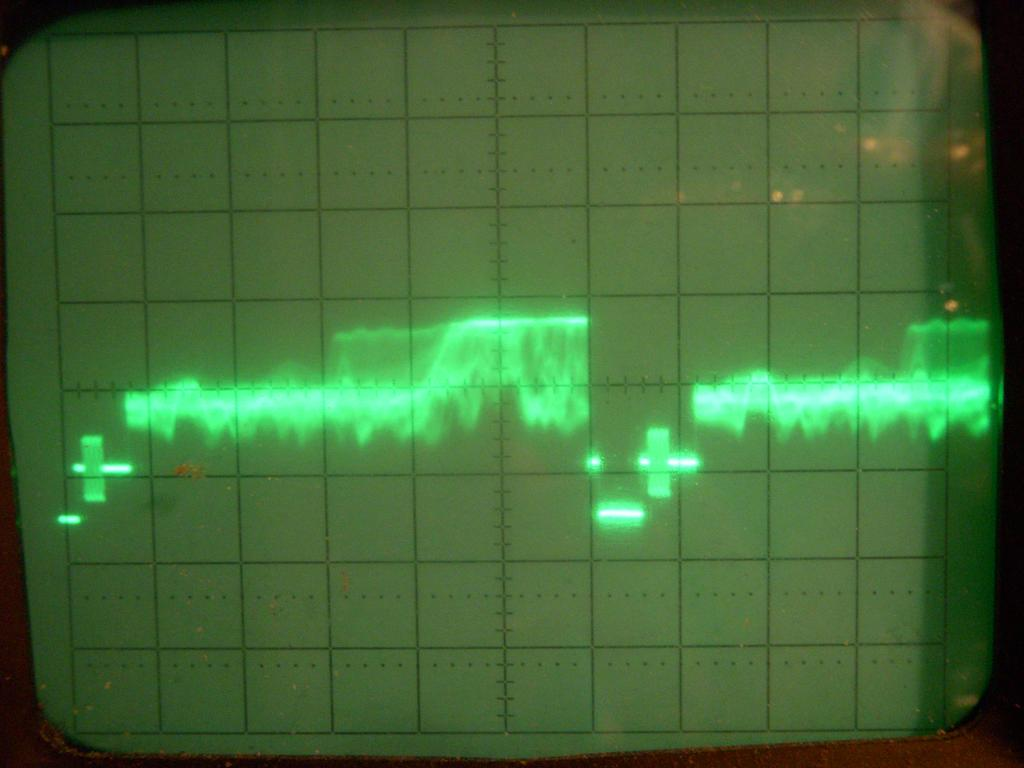
Línea de exploración de señal de video PAL

Un Línea de exploración es una línea o fila, en una trama de exploración (raster) de patrones, tales como una línea de vídeo en un tubo de rayos catódicos (CRT) de la pantalla de un televisor o monitor de una computadora.
En pantallas CRT, la exploración de líneas horizontales son visualmente perceptibles, incluso cuando se ve desde una distancia, como la alternancia de líneas de colores y líneas negras, especialmente cuando una línea de exploración progresiva de señal por debajo del máximo de resolución vertical es mostrada. Esto es a veces utilizado hoy en día como un efecto visual en los gráficos de ordenador.
El término se utiliza, por analogía, de una sola fila de píxeles en gráficos de mapa de bits de la imagen. Las líneas de análisis son importantes en las representaciones de los datos de la imagen, debido a que muchos formatos de archivo de imagen tienen reglas especiales para los datos en el final de una línea de exploración. Por ejemplo, puede haber una regla de que cada línea de exploración se inicia en un límite específico (como un byte o palabra; por ejemplo el formato de archivo BMP). Esto significa que por otra parte, es compatible con una trama de datos que pueden necesitar ser analizados a nivel de líneas de exploración con el fin de convertir entre formatos.